# Борисфен (футбольный клуб)
«Борисфен» (укр. «Борисфен») — украинский футбольный клуб из Борисполя. Основан в 1993 году. Лучшее достижение в первенстве Украины — 7 место в высшей лиге в сезоне 2003/04.

## История
Команда основана в феврале 1993 года. Весной 1993 года выступавшая в третьей (переходной) лиге «Нива» (Мироновка) и «Борисфен» (Борисполь) объединяются в команду «Нива-Борисфен». После окончания сезона-1992/93 «Нива-Борисфен» осталась в переходной лиге, а завоёванное ею (объединённой командой) место во второй лиге занял «Борисфен». После первого круга сезона-1993/94 во второй лиге (в котором произошло повышение в классе — выход в первую лигу), команда изменила название на ФК «Борисполь». В середине сезона-1994/95 в первой лиге (по итогом которого произошёл выход уже в высшую лигу) на базе бориспольской команды при участии министерства обороны и коммерческих структур создаётся клуб «ЦСКА-Борисфен» (Борисполь).
В начале чемпионата 1995/96 годов годов «ЦСКА-Борисфен» переезжает в Киев. По ходу следующего сезона происходит раскол внутри клуба «ЦСКА-Борисфен», армейцы хотят создать собственный клуб высшей лиги. Клуб переименовывают в ЦСКА.
В 1997 году происходит возрождение «Борисфена» во второй лиге (в сезоне 1996/97 «Борисфен» выступал в любительских турнирах). Клуб три сезона выступал во второй лиге, а потом началось восхождение. Следующие три сезона (2000/01, 2001/02, 2002/03) клуб выступал в первой лиге. И наконец вошёл в высшую. Два сезона (2003/04 и 2004/05) клуб провёл в высшей лиге. Потом наступило ухудшение финансовой ситуации в клубе. Сезоны 2005/06, 2006/07 клуб провёл в первой лиге. В последнем сезоне команда «Борисфен» (Борисполь) снялась с соревнований после 21-го тура и лишена 6 турнирных очков согласно решению Бюро ПФЛ от 06.02.2007; в матчах, которые оставались, ей засчитаны технические поражения.

## Прежние названия
- 1993: «Борисфен»
- 1993: «Нива-Борисфен» (Мироновка) (объединённая команда)
- 1993: «Борисфен»
- 1994: «Борисполь»
- 1994: «Борисфен»
- 1995—1996: «ЦСКА-Борисфен»
- 1996—2007: «Борисфен»
- 2007—2014: «Борисфен»

## Достижения
- Серебряный призёр первой лиги (выход в высшую лигу): 1994/95 (как «ЦСКА-Борисфен»)
- Серебряный призёр первой лиги (выход в высшую лигу): 2002/2003
- Победитель второй лиги — 1993/94, 1999/00 (группа «Б»)
- Обладатель кубка второй лиги — 1999/00